# Adryelson
Adryelson Shawann Lima Silva (Barão de Grajaú, 23 de março de 1998) é um futebolista brasileiro que atua como zagueiro. Atualmente, defende o Al-Wasl.

## Carreira

### Sport
Nascido em Barão de Grajaú, no Maranhão, Adryelson iniciou sua carreira nas categorias de base do Sport. Em 2014 foi convocado para três amistosos com a Seleção Brasileira Sub-17 e para o Campeonato Sul-Americano Sub-17 de 2015. este que terminou sendo seu primeiro título com a Seleção, contribuindo inclusive com um gol.

#### 2015
Com os bons desempenhos na Seleção e no time de base, ganhou oportunidade no time principal, e seu primeiro jogo como profissional foi de cara o Clássico das Multidões de Recife, entrando aos 52 minutos no lugar de Henrique Mattos, onde o Santa Cruz conseguiu o empate nos acréscimos do segundo tempo. Após isso, no mesmo ano foi relacionado em dez jogos (Campeonato Pernambucano, Copa do Nordeste e Copa do Brasil) do Leão, mas não foi acionado.

#### 2016
Foi integrado a equipe Sub-20 do Sport para disputar a Copa São Paulo de Futebol Júnior. Neste ano o Sport avançou até as quartas de final, igualando as melhores campanhas de clubes pernambucanos (Santa Cruz 1992 e Sport 1997), outros nomes que se destacaram nesta campanha foram o do goleiro Maílson Tenorio, o atacante Wallace Lucas Aires e o meia Fábio Matos.
No Campeonato Brasileiro, como estava na zona classificatória para a Copa Sul-Americana, o Sport precisava ser eliminado na Copa do Brasil para não perder a vaga no torneio internacional. Por isso, o rubro-negro escalou os jogadores do Sub-20 contra a Aparecidense no dia 6 de abril, sendo esta a estreia de Adryelson em uma competição nacional. O zagueiro também foi relacionado na partida da volta e em uma partida pelo Brasileirão, mas não jogou.

#### 2017
Em doze jogos que foi relacionado, atuou em dois, sendo este até então, o ano com mais atuações pela equipe principal, que foram suficientes para adicionar ao currículo o seu primeiro título de campeão estadual[carece de fontes?] e também o vice-campeonato regional.
Adryelson foi emprestado ao Palmeiras para ganhar mais rodagem, onde foi integrado a equipe sub-20 que disputou e venceu o Campeonato Paulista Sub-20 e foi vice-campeão da Copa Rio Grande do Sul Sub-20.

#### 2018
De volta ao Sport no início do ano de 2018, Adryelson retornou do empréstimo e foi reintegrado ao elenco. No entanto, não atuou pelo Campeonato Pernambucano em nenhum dos quatro jogos que foi relacionado.
Mesmo sendo uma dos principais destaques da base nos últimos anos, chegando a ser convocado várias vezes para a Seleção Brasileira de categorias inferiores, o prata-da-casa continuava sem muitas chances na equipe profissional. Mas isso começou a mudar com a expulsão do xerife Durval diante do Atlético Mineiro, pela 27ª rodada do Campeonato Brasileiro — curiosamente, Durval estava 208 jogos sem ser expulso, e este acabou sendo o seu último jogo da carreira. Com o reserva imediato não podendo atuar no jogo seguinte por conta de cláusula contratual, a vaga ficou com Adryelson para o jogo diante do Inter.
Pela 28ª rodada do Brasileirão, seu primeiro jogo na temporada, Adryelson marcou o gol de cabeça que deixou tudo igual e iniciou a virada do placar, saindo como herói do jogo que terminou com o placar de Sport 2–1 Internacional. A titularidade se manteve até o fim da competição, somando-se cinco vitórias, três empates e quatro derrotas nestes onze jogos, aproveitamento muito superior ao que a equipe vinha tendo, porém, não foi suficiente para se livrar do rebaixamento.

#### 2019
Com a titularidade absoluta garantida na zaga da equipe leonina, Adryelson conquistou seu segundo título de campeão do Campeonato Pernambucano, com campanha de 10 vitórias e três derrotas em 13 jogos, ficando seis jogos sem sofrer gols.
Com moral elevada e valorizado no mercado, voltou a ser convocado para Seleção, desta vez na Seleção Brasileira Sub-23 (Seleção Olímpica), para a disputa do Torneio Internacional de Toulon.
O jogador assumiu postura de líder dentro do vestiário, participou do jogo em que o Brasil goleou o Catar por 5–0 e teve importância nesta campanha  que terminou com o nono título brasileiro na competição.
A campanha do Sport na Série B foi de certa forma tranquila, com uma zaga bastante sólida, formada por Adryelson e Rafael Thyere. Conseguiu o acesso como vice-campeão, com apenas 4 derrotas em 38 jogos (time que menos perdeu) e com a segunda melhor defesa (junto ao Coritiba) sofrendo 29 gols. Contando as partidas com Adryelson em campo, foram 12 de 30 jogos sem sofrer gols.

#### 2020
A volta do Sport para a Copa do Nordeste, após ter se afastado por dois anos da competição por vontade própria, marcou também a estreia de Adryelson em campo na competição. Ele foi vice-campeão em 2017, mas não tinha sido acionado durante o torneio.
Na 25º rodada do Campeonato Brasileiro, no dia 13 de dezembro, contra o Coritiba, o defensor completou a marca de 100 jogos com a camisa do Leão da Ilha.

### Al-Wasl
Em maio de 2021, Adryelson foi emprestado ao Al-Wasl, dos Emirados Árabes. O vínculo de Adryelson no clube de Dubai é válido até a metade de 2022, e o clube poderá exercer a opção de compra com valor fixo no contrato.

### Botafogo
No dia 22 de julho de 2022, o Botafogo anunciou a chegada do zagueiro Adryelson. O jogador chega sem custos e com vínculo até o final de 2025.
Adryelson foi um dos destaques do Botafogo no ano de 2023. Ele foi convocado para a Seleção Brasileira em amistosos. Além de ser fundamental na campanha do Glorioso que chegou a marca de melhor primeiro turno da história do Campeonato Brasileiro, e ainda conseguir a classificação para a Copa Libertadores. O Alvinegro disputou o título nacional, mas perdeu força no final e terminou em quinto lugar.
Por conta do bom desempenho individual, Adryelson também compôs a seleção do prêmio Bola de Prata. Ele encerrou sua passagem por General Severiano com 75 partidas, sendo 58 em 2023, marcou quatro gols e distribuiu uma assistência.

### Lyon
Em 5 de janeiro de 2024, Adryelson assinou por quatro anos e meio com o Lyon, até junho de 2028. A transação girou em torno de 3,58 milhões de euros (R$ 19,1 milhões). A esses montantes poderia ser adicionado até 50% de uma eventual transferência futura. Adryelson fez sua estreia no dia 14 de janeiro na derrota por 3 a 1 para o Le Havre, no Stade Océane, pelo Campeonato Francês, ele entrou aos 45 minutos do segundo tempo.
Com contrato até dezembro de 2028, Adryelson perdeu espaço no time pouco depois de chegar à equipe francesa. Até o dia 4 de abril de 2024, o zagueiro ex-Botafogo soma apenas 50 minutos com a camisa do Lyon. Por isso, Adryelson pode deixar a equipe já na próxima janela de transferências.

#### Retorno ao Botafogo (empréstimo)

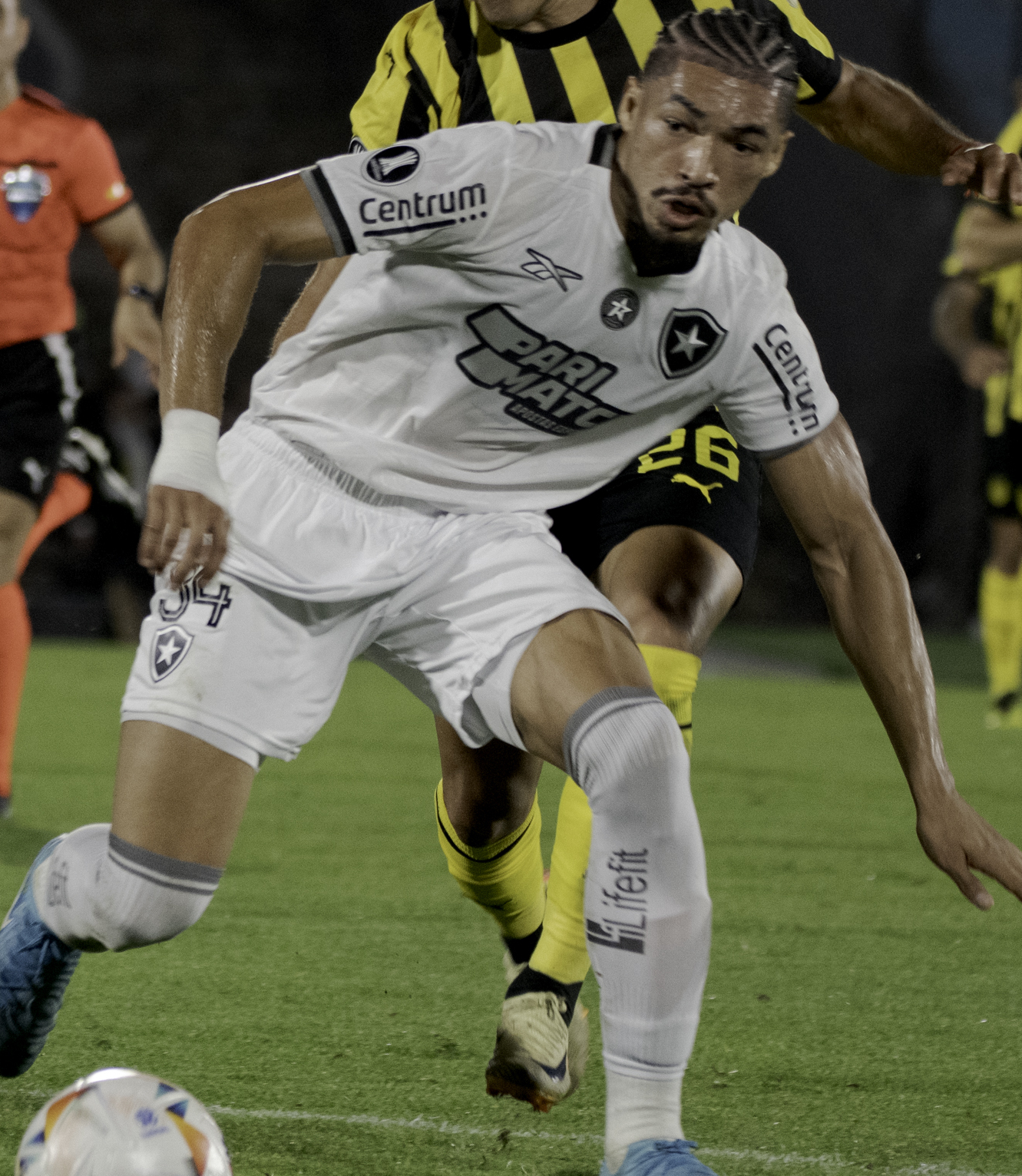
Adryelson em ação pela Copa Libertadores da América de 2024, conquistada pelo Botafogo.

O Botafogo anunciou o retorno de Adryelson.
Adryelson marcou seu nome na história com uma jornada Gloriosa que culminou nos títulos da Libertadores e do Campeonato Brasileiro. Adryelson disputou 11 jogos neste seu retorno ao Botafogo e marcou um gol, justamente na vitória diante do Palmeiras por 3 a 1, no Allianz Parque.

#### Anderlecht (empréstimo)
No dia 15 de janeiro de 2025, o Lyon anunciou o empréstimo do zagueiro Adryelson ao Anderlecht, da Bélgica, até o final da temporada 2024/25 com opção de compra fixada em 6 milhões de euros (R$ 37,4 milhões). Adryelson vestirá a camisa de número 34 no clube belga.

### Retorno ao Al-Wasl
Em 16 de julho de 2025, o Lyon anunciou que o zagueiro foi vendido ao Al-Wasl, dos Emirados Arábes Unidos. O Al-Wasl pagou 2,2 milhões de euros (R$ 14,25 milhões) e mais um bônus de 900 mil na mesma moeda (R$ 5,8 milhões) pela transferência. O Lyon permanece com 50% dos direitos econômicos de Adryelson.

## Títulos
Sport
- Campeonato Pernambucano: 2017 e 2019

Botafogo
- Taça Rio: 2023
- Copa Libertadores da América: 2024
- Campeonato Brasileiro: 2024

Seleção Brasileira
- Campeonato Sul-Americano Sub-17: 2015
- Torneio Internacional de Toulon: 2019

### Prêmios individuais
- Seleção do Campeonato Pernambucano: 2019
- Bola de Prata - Melhor zagueiro: 2023